# Нонка Матова
Нонка Дечева Матова е бивша българска спортистка, състезателка по спортна стрелба, политик и общественик. С указ на президента на Република България е удостоена със звание генерал-майор от системата на МВР през 2003 г.

## Биография
Завършила е ВМЕИ и Националната спортна академия. Има световни и европейски рекорди в стрелбата с пушка, шампионски титли и общо над 600 медала. Спортната ѝ кариера е впечатляваща – участва в Олимпиадите в Монреал 1976, Москва 1980, Сеул 1988, Барселона 1992, Атланта 1996, Сидни 2000, Игри на добра воля – Москва 1984 (аналог на Олимпийските игри в Лос Анджелис 1984). Тя е олимпийски вицешампион от Олимпийските игри в Барселона през 1992 г.
Нонка Матова поставя 11 световни рекорда в стрелба с пушка – два от които за мъже, 28 европейски рекорда – два от които за мъже. Тя е многократен балкански и републикански рекордьор – пушка. Печели над 600 медала от спортни състезания, 76 медала от европейски първенства, 16 медала от световни първенства, първите три от Тун-1974, Швейцария, последния от Барселона-1998, Испания. Получава приз за най-точен стрелец на Балканския полуостров и награда за най-точен стрелец в света 1985. Заема пето място в Атланта, 1996, шесто място в Москва, 1980 за мъже с пушка, пето място в Москва, 1984. Нонка Матова е вицеолимпийски шампион от Барселона 1992, шампион от Москва 1984, двадесет и осем пъти европейски шампион – два златни медала за мъже – Лвов 1979, СССР, шампион за мъже от Всесъюзната спартакиада – СССР 1979. На 27 юни 2003 г. полковник Нонка Матова е удостоена със звание генерал-майор от МВР.
Била е депутат в 39-о Народното събрание от листата на НДСВ. Член е на УС на Българската федерация по спортна стрелба и първи заместник-председател на БСФС. Матова е преподавател и треньор, преподава специалност „Стрелба“ в НСА. Единствената жена генерал в най-новата история на страната.
Омъжена е, съпругът ѝ е полковник. Има син и дъщеря.